# Pama Tambunan
Pama Tambunan is een bestuurslaag in het regentschap Langkat van de provincie Noord-Sumatra, Indonesië. Pama Tambunan telt 1233 inwoners (volkstelling 2010).